# Acacia acuminata
Acacia acuminata es un arbusto o árbol pequeño perteneciente a la familia de las leguminosas (Fabaceae) y endémico de Australia. 

## Descripción
En condiciones ideales alcanza una altura de 10 m, pero la mayoría de las veces llega solo a los 5 m. Las hojas son de color verde intenso, tienen 10 cm de longitud y terminan en una punta larga. Las flores son de color amarillo limón y se disponen en racimos cilíndricos, apretados, de 2 cm de largo. Las vainas son de color marrón claro y aplanadas con 10 cm de largo y 5 mm de ancho.
Su madera es dura y durable. Se utiliza para postes de cerca, artículos ornamentales y para piezas de roce como poleas. 
Presenta dos subespecies: Acacia acuminata subsp. acuminata (Benth) y Acacia acuminata subsp. bukittii (Benth).

## Taxonomía
Acacia acuminata fue descrita por George Bentham y publicado en London Journal of Botany 1: 373. 1842.
Etimología
Ver: Acacia
acuminata: epíteto latino  que significa alargado. Esto se refiere a la punta larga en el extremo de cada hoja. 